# Escudo de Albiol

Representación del escudo de armas de Albiol.

El escudo de armas de Albiol se describe según la terminología precisa de la heráldica, por el siguiente blasón:

De sinople, un castillo de argén, cerrado de sable, acompañado de una cruz de tao de argén a cada lado.

.
La composición presenta entonces sobre un fondo de color verde, la figura central de un castillo de color blanco, con su puerta de color negro y a ambos lados, dos tao de color blanco.
Dentro de las posibilidades admitidas por las reglas del blasón, el diseño del conjunto suele encontrase habitualmente representado por un contorno en forma de cuadrado apoyado sobre una de sus aristas (escudo de ciudad), y acompañado en la parte superior de un timbre en forma de corona mural, configuración muy difundida en Cataluña al haber sido adoptada por la administración en sus recomendaciones para el diseño oficial.
La adopción del escudo oficialmente por el concejo fue aprobado por la Generalidad de Cataluña mediante su Decreto 171/1985 de 23 de mayo de 1985, y publicado en el DOGC n.º n.º 563 del 17 de julio. 
Blasón aprobado el DOGC n.º 563 del 17 de julio.

Son armas evocativas y hagiográficas: el castillo evoca al construido en la localidad durante el periodo hispano-musulmán, conservado en ruinas. Las dos cruces tao o de Santa Tecla, remiten al patrocicinio de Tecla de Iconio sobre los arzobispos de Tarragona, señores feudales del castillo.